# Inversão (música)

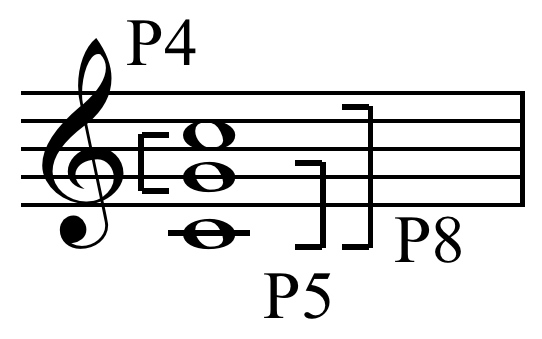
Complementação

Em música, a palavra inversão possui vários significados.
Em harmonia, o termo indica a disposição de um acorde de modo que a sua nota fundamental não esteja no baixo. Se a terça (em Portugal, terceira) de um acorde está no baixo, diz-se que o acorde está em primeira inversão; se é a quinta a figurar no baixo, trata-se da segunda inversão; se é a sétima, terceira inversão. Quanto ao acorde com a nota fundamental no baixo, diz-se que está no estado fundamental.

Importante avisar que mantém-se as notas invertidas de cada inversão na inversão seguinte de uma tríade. Assim, a segunda inversão mantém a terça invertida (que estava no lugar do baixo fundamental, agora sexta), mas desta vez é a quinta (agora, baixo) que se inverte (que sobe agora uma oitava), para produzir a terceira inversão, temos, então, a acumulação das duas inversões anteriores (da terça e da quinta, agora quinta e terça), desta vez com a sétima também invertida (que ficava no lugar do baixo de uma tétrade). Esta é a grande dificuldade de se reconhecer acordes com muitas inversões quando escritos, assim, existe uma notação específica para eles na partitura.

Resumindo, não se deve fazer uma terceira inversão sem ter já feita uma segunda e uma primeira inversão. Também não se deve fazer uma segunda inversão sem j á ter feito uma primeira inversão. Assim como não se deve inverter sem o acorde estar na posição fundamental. Caso queira fazê-lo, sem as devidas inversões preliminares, já não se trata de inversão, mas de baixo trocado.

Já quando se trata de melodias, a inversão é a transformação de um intervalo melódico em outro intervalo melódico de igual tamanho, porém na direção oposta. Assim, um intervalo de terceira menor ascendente invertido transforma-se num intervalo de terceira menor descendente, um intervalo de quinta justa descendente transforma-se em quinta justa ascendente e assim por diante.

A mesma regra para melodias e harmonias, sempre o baixo sobe uma oitava, sendo trocado pela sua nota complementar.